# Malgassorhoe rhodopnoa
Malgassorhoe rhodopnoa är en fjärilsart som beskrevs av Louis Beethoven Prout 1928. Malgassorhoe rhodopnoa ingår i släktet Malgassorhoe och familjen mätare. Inga underarter finns listade i Catalogue of Life.